# Hippasteria
Hippasteria is een geslacht van zeesterren uit de familie Goniasteridae.

## Soorten
- Hippasteria californica Fisher, 1905
- Hippasteria falklandica Fisher, 1940
- Hippasteria heathi Fisher, 1905
- Hippasteria imperialis Goto, 1914
- Hippasteria leiopelta Fisher, 1910
- Hippasteria lepidonotus (Fisher, 1905)
- Hippasteria mcknighti Mah, Neill, Eleaume & Foltz, 2014
- Hippasteria muscipula Mah, Neill, Eleaume & Foltz, 2014
- Hippasteria nozawai Goto, 1914
- Hippasteria phrygiana (Parelius, 1768)
- Hippasteria tiburoni Mah, Neill, Eleaume & Foltz, 2014